# ABU TV Song Festival 2019
L’ABU TV Song Festival 2019 è l'ottava edizione della competizione canora asiatica ABU TV Song Festival organizzata dall' Asia-Pacific Broadcasting Union. Si è svolto il 19 novembre 2019, condotto da Shingo Murakami. Si è svolta al NHK Hall di Shibuya a Tokyo.

## Stati Partecipanti
Hanno partecipato 11 paesi, rispetto all'edizione precedente 7 paesi si sono ritirati, mentre la Cina è riornata:
| Stato         | Cantante                                 | Titoli                                     |
| ------------- | ---------------------------------------- | ------------------------------------------ |
| Giappone      | Joe Hisaishi (ospite speciale)           | World Dreams                               |
| Giappone      | Foorin + Foorin team E (ospite speciale) | Papurika                                   |
| Giappone      | Hey! Say! JUMP                           | Fanfāre! Come On A My House Uewomuitearukō |
| Macao         | Adelino Da Silva                         | Leave Again                                |
| India         | A. R. Rahman                             | Mausam & Escape Jai Ho!                    |
| Australia     | Dan Sultan                               | Cul-de-sac                                 |
| Kazakistan    | Dimash Kudaibergen                       | S.O.S d'un terrien en détresse             |
| Indonesia     | Hanin Dhiya                              | Berkawan Dengan Rindu                      |
| Vietnam       | Hoàng Thùy Linh                          | De Mi Noi Cho Ma Nghe                      |
| Hong Kong     | Kay Tse                                  | Reposing Beside You                        |
| Turchia       | Mustafa Sandal                           | Aya Benzer                                 |
| Cina          | Na Ying                                  | Silence                                    |
| Corea del Sud | Twice                                    | Feel Special                               |